# Estación de La Tour-Maubourg
La Tour-Maubourg es una estación de la línea 8 del metro de París situada en el VII Distrito, al oeste de la capital.

## Historia
Fue inaugurada el 13 de julio de 1913.
Debe su nombre al político y militar francés Victor de Fay de La Tour-Maubourg, fallecido en 1850.

## Descripción
Está compuesta de dos vías y de dos andenes laterales de 75 metros de longitud. 
Está diseñada en bóveda y revestida completamente de los clásicos azulejos blancos biselados del metro parisino. 
Su iluminación ha sido renovada empleando el modelo vagues (olas) con estructuras casi adheridas a la bóveda que sobrevuelan el andén proyectando la luz principalmente hacia arriba. La señalización por su parte, usa la moderna tipografía Parisine donde el nombre de la estación aparece en letras blancas sobre un panel metálico de color azul. Por último, los escasos asientos de la estación son individualizados y de tipo Motte. 